# Choutovo
Choutovo (en macédonien Шутово ; en albanais Shutova) est un village de l'ouest de la Macédoine du Nord, situé dans la municipalité de Kitchevo. Le village comptait 760 habitants en 2002. Il est majoritairement albanais.

## Démographie
Lors du recensement de 2002, le village comptait :
- Albanais : 737
- Macédoine : 12
- Autres : 11